# Говорун Микола Миколайович
Мико́ла Микола́йович Говору́н (18 березня 1930, хутір Шевченко, Луганська область — 21 липня 1989, Дубна, Московська область) — український та російський радянський математик. Брав активну участь у створенні всіх рівнів програмного забезпечення вітчизняної ЕОМ БЕСМ-6. Обіймав посаду головного редактора журналу «Програмування» (1977—1988), котрий висвітлював питання теоретично-прикладного характеру. Читав курс лекцій з питань математичного забезпечення.

## Життєпис
Походить з робітничої родини. В 1953 закінчив фізичний факультет Московського державного університету, два роки працював на Харківському заводі транспортного машинобудування інженером-конструктором, з 1955 повертається до університету — на аспірантуру. Науковими керівниками були математики Андрій Тихонов та Олександр Самарський. Ще в часі аспірантури вийшло друком 5 його робіт з інтегральних рівнянь теорії антен; числові рішення програмувалися на ЕОМ «Стріла».
У 1961 захистив кандидатську дисертацію «Інтегральні рівняння теорії антен».
З 1958 року працював в Об'єднаному інституті електронних досліджень, яким керував академік Микола Боголюбов. 1966 року організовується бібліотека програм обробітку спектрометричної інформації, отримуваної в часі експериментальних досліджень у фізиці високих енергій, спочатку це були тільки програми, створені колективом Лабораторії обчислювальної техніки та автоматизації — Говорун був у лабораторії заступником директора, з 1988 — директором. 1967 — керівник математичної секції Ради по автоматизації наукових досліджень при Президії АН СРСР. Наприкінці 1960-х був одним з ініціаторів впровадження Фортрану в СРСР. Довгі роки в Московському державному університеті читав курс лекцій із питань математичного забезпечення ЕОМ та систем обробітку даних. Загалом вийшло друком понад 200 його наукових робіт.
1969 — доктор фізико-математичних наук. Член-кореспондент АН СРСР − 1972.
Був організатором робіт із математичного забезпечення теоретичних розрахунків мюонного каталізу — прецизійні обрахунки зійснювали в 1987—1989 роках. Один з ініціаторів розроблення в лабораторії алгоритмів паралельних обчислень, зокрема при дослідженні решіткових моделей квантової хромодинаміки. Працював над програмами опрацювання знімків за допомогою бульбашкових камер, камер Вільсона, іскрових камер.
Двічі кавалер ордена Трудового Червоного Прапора, нагороджений медалями. 1986 нагороджений премією ВР СРСР — разом з Владиславом Шириковим, Р. Н. Федоровою та Л. І. Нефедьєвою.